# Agrotis venosa
Agrotis venosa är en fjärilsart som beskrevs av Tutt 1892. Agrotis venosa ingår i släktet Agrotis och familjen nattflyn. Inga underarter finns listade i Catalogue of Life.